# Un cuento perfecto (libro)
Un cuento perfecto es una novela escrita por la autora española Elisabet Benavent. Publicado el 20 de febrero de 2020, este libro ha ganado gran notoriedad en el género de la literatura romántica y contemporánea. A lo largo de sus páginas, Benavent teje una apasionada historia de amor, desafíos personales y desarrollo de personajes.

## Autora
Elisabet Benavent es una reconocida autora española nacida en Valencia en 1984. Es licenciada en Comunicación Audiovisual por la Universidad Cardenal Herrera CEU de Valencia y tiene un máster en Comunicación y Arte por la Universidad Complutense de Madrid.  Se ha destacado por su prolífica producción literaria en el género de la novela romántica y contemporánea. Algunas de sus obras más populares incluyen la saga “Valeria” y la serie “Canciones y recuerdos”. Benavent es conocida por crear personajes realistas y situaciones emocionales profundas en sus novelas, lo que le ha ganado una gran base de seguidores. Su estilo de escritura fresco y cercano ha conquistado a lectores de todas las edades, convirtiéndose en una de las autoras más influyentes de la literatura romántica contemporánea en español. En sus redes sociales, casi todo el mundo la conoce por su alter ego, "Betacoqueta"

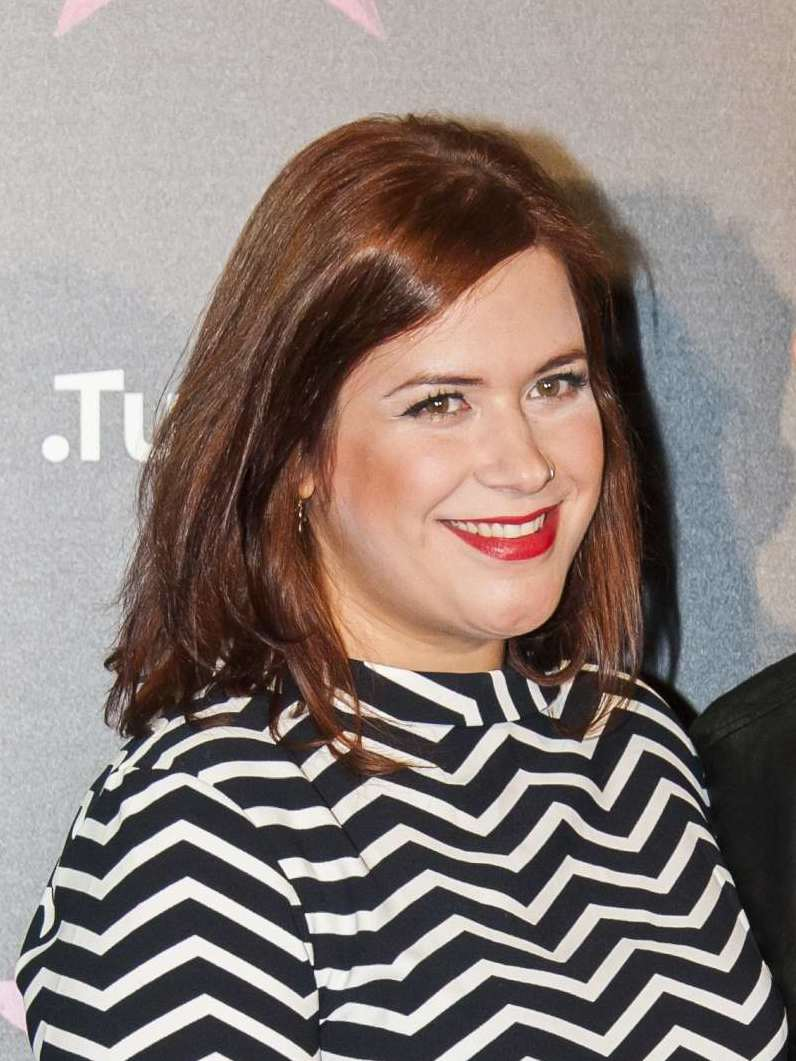
Foto Elisabet Benavent

Desde septiembre de 2013 ha publicado varios libros. Su primera novela fue “En los zapatos de Valeria” a la que le siguieron el resto de títulos de la Saga Valeria (en orden) “Valeria en el espejo”, “Valeria en blanco y negro” y “Valeria al desnudo”.
Desde entonces han visto a la luz quince novelas más: “Persiguiendo a Silvia” y “Encontrando a Silvia”, los pertenecientes a la Trilogía Mi Elección “Alguien que no soy”, “Alguien como tú” y “Alguien como yo”, el Horizonte Martina, compuesto por “Martina con vistas al mar” y “Martina en tierra firme”, “Mi isla”, la mágica historia de Sofía con “La magia de ser Sofía” y “La magia de ser nosotros”, Fuimos canciones” y “Seremos recuerdos”, “Toda la verdad de mis mentiras”, “Un cuento perfecto”, “El arte de engañar al karma”, “Todas esas cosas que te diré mañana”, “Los abrazos lentos” y “Cómo (no) escribí nuestra historia”.  

## Sinopsis
¿Qué sucede cuando descubres que el final de tu cuento no es como soñabas?
- Érase una vez una mujer que lo tenía todo y un chico que no tenía nada.
- Érase una vez una historia de amor entre el éxito y la duda.
- Érase una vez un cuento perfecto.

## Resumen
“Un cuento perfecto” de Elisabet Benavent es una emotiva novela que explora la búsqueda de la felicidad y el amor verdadero. 
En su centro está Margot, o mejor dicho Ana Margarita Ortiz de Zarate, una mujer exitosa de 32 años que se siente vacía en su vida a pesar de vivir lo que muchos consideran perfecto. Vive en el centro de Madrid, es vicepresidenta de una rica empresa hotelera y está a punto de casarse con Filippo, un italiano rico y guapo. Sin embargo, no está satisfecha y quiere encontrar el sentido de su vida. Además, tiene una muy buena relación con sus dos hermanas: Patricia y Candela. Las tres están muy unidas y siempre están para apoyarse las unas a las otras, lo que no sucede con su madre, o mejor dicho Lady Miau, como ellas la apodaron. Sólo piensa en las operaciones y en el que dirán los demás y nunca se ha preocupado por cómo se sienten sus hijas.
Por otro lado, está David, de 27 años, cuya vida es un caos. Tiene tres trabajos para llegar a fin de mes y vive en el sofá de un amigo. Está luchando por recuperar al amor de su vida, Idoia. 
El destino une a Margot y David en un viaje de autodescubrimiento y búsqueda de la felicidad. A pesar de sus diferentes circunstancias, se reconocen y deciden apoyarse en esta aventura. Juntos aprenden que la verdadera felicidad y la realización personal no siempre siguen un guion perfecto y a veces requieren incertidumbre.
“Un cuento perfecto” es un viaje emocional que explora el amor, la amistad y la autoaceptación. Te hace pensar en lo que es importante en la vida, presenta una perspectiva realista y emocional de las relaciones humanas y, al mismo tiempo, mantiene a los lectores en suspenso con giros inesperados. Los temas universales de la novela y los personajes profundamente humanos resuenan en los lectores, ofreciendo una historia de amor que demuestra que la "historia perfecta" no es lo que parece.

## Argumento
Como suele hacer Elisabet Benavent, la narración del libro se comparte entre los dos protagonistas.
El día de la boda de Margot y Filippo, comienza el caos en la vida “perfecta” de Margot. Tras un ataque de pánico, sale corriendo de su propia boda. El problema es que ella no sabe por qué lo hizo ya que quiere a Filippo y a esa vida perfecta junto a él. Tras esto, Filippo decide alejarse un tiempo de Margot para decidir si la perdona o no.
Es aquí donde Margot y David se conocen cuando Margot es obligada por sus hermanas a salir para despejarse y olvidar el incidente de la boda. Los dos terminan haciéndose amigos y contándose todas sus penas y deciden ayudarse mutuamente para recuperar a sus exparejas.
Acabarán yendo juntos de viaje a Grecia, donde irán afianzando su amistad y a la vez encontrándose a ellos mismos ya que ambos están un poco perdidos en la vida. Sin quererlo comenzará a surgir una fuerte atracción entre los dos, a pesar de los esfuerzos de los dos por negarlo.

## Temas
- El amor
- La amistad
- La autoaceptación[10]

## Recepción

### Críticas
En esta novela, Benavent "reflexiona con ironía y humor sobre las imposiciones sociales, la autoexigencia y la presión del grupo que, aunque cueste creerlo, no es sinónimo de felicidad". 

### Comercialización
Con cada uno de sus lanzamientos, Elisabet Benavent se sitúa en la lista de los más vendidos. Según la web Statista, la novela Un Cuento Perfecto, de Elísabet Benavent, una de las autoras siempre en los primeros puestos de las listas, fue comprada 92.017 veces en el año 2020, alcanzando el puesto cuatro en la lista del año y siendo uno de los libros más vendidos durante el confinamiento. Además, tras este gran éxito, Netflix, que ya ha trabajado anteriormente con Benavent, adaptando la saga "Valeria" en 2019 y "Fuimos canciones" en 2020 decidió adaptar "Un cuento perfecto" en 2023 lo que hizo que el libro volviera a situarse en las listas de los más vendidos.
El libro se ha publicado en España, Francia, República Checa y Colombia

## Adaptaciones
Tras el gran éxito de esta novela, Elisabet Benavent confirmó en 2021 a través de su cuenta de Instagram que "Un cuento perfecto" tendría una adaptación en Netflix. A finales de 2022 comenzó el rodaje de la miniserie y se confirmó al reparto, que cuenta con Anna Castillo y Álvaro Mel como protagonistas. El 28 de julio de 2023 se estrenó la miniserie que tuvo un gran recibimiento entre el público llegando al número 1 global.